# Libytheana fulvescens
Libytheana fulvescens är en fjärilsart som beskrevs av Percy I. Lathy 1904. Libytheana fulvescens ingår i släktet Libytheana och familjen praktfjärilar. Inga underarter finns listade i Catalogue of Life.